# Congolacerta asukului
Congolacerta asukului — вид ящірок родини ящіркових (Lacertidae). Ендемік Демократичної Республіки Конго.

## Поширення і екологія
Congolacerta asukului мешкають на плато Ітомбве на крайньому сході ДР Конго. Вони живуть на високогірних луках, серед каміння і купин трави, на висоті від 2650 до 2655 м над рівнем моря.

## Збереження
МСОП класифікує цей вид як такий, що перебуває під загрозою зникнення. Congolacerta asukului загрожує знищення природного середовища та зміни клімату.